# Les Valentins
Pour les articles homonymes, voir Valentin.
Les Valentins est un groupe de pop rock français. Formé en 1985 sous le nom de Les Max Valentins par Édith Fambuena et Jean-Louis Piérot, ils se produisent en trio après avoir recruté Gérald Gardrinier. Le groupe sort cinq singles et se sépare en 1988. 
Fambuena et Piérot continuent alors en duo et adoptent le nom de Les Valentins. Durant leur carrière, ils enregistrent quatre albums et collaborent avec de nombreux artistes dont Étienne Daho, Brigitte Fontaine, Daniel Darc, Hubert-Félix Thiéfaine, Nicola Sirkis et Alain Bashung. Les Valentins se séparent de nouveau en 2003.

## Biographie

### Les Max Valentins
Le groupe Les Max Valentins est formé en 1985 à Aix-en-Provence par la guitariste Édith Fambuena et le claviériste Jean-Louis Piérot. À la recherche d'un chanteur, ils recrutent Gérald Gardrinier, qui joue également de la basse. Le trio fait la connaissance d'Étienne Daho et est signé sur son label Satori Songs. Ils s'établissent à Paris en 1987. Le label édite leurs premiers singles, Les Maux dits et Printemps parapluie. 
Le trio se sépare en 1988 en raison de différends artistiques. Gardrinier entame une carrière solo et se fait connaître sous le pseudonyme de Gérald de Palmas, alors que Fambuena et Piérot jouent et composent pour différents artistes. Fambuena écrit le titre Caribbean Sea, qui figure sur l'album Pour nos vies martiennes d'Étienne Daho, puis sort en single en 1989. Piérot participe à l'enregistrement de l'album Three Months, Three Weeks and Two Days de Bill Pritchard et du single La Ville de Daniel Darc.

### Les Valentins
En 1989, Piérot et Fambuena reprennent leur carrière en duo, sous le nom Les Valentins. Leur premier album, Café des deux mondes, paraît la même année. Ils effectuent une tournée nationale en 1990. En 1991, l'album Paris Ailleurs de Daho est coproduit par Édith Fambuena. Les Valentins prennent ensuite part à la tournée de promotion. En 1992, ils produisent Dans la lune..., l'album solo de Nicola Sirkis. Le second album du duo, intitulé Les Valentins, paraît en 1993 chez Barclay. Il est enregistré avec le batteur Stephen Irvine et le bassiste Marcel Aubé. Jacno et la chanteuse Christine Lidon figurent également sur le disque. En 1995, Édith Fambuena et Jean-Louis Piérot travaillent avec Brigitte Fontaine sur son album Genre humain. Ils participent également à l'enregistrement de l'album Faux témoin de Jacno.
Fambuena et Piérot enregistrent leur 3e album dans une ambiance tendue. Les deux musiciens évitent même parfois de s'adresser la parole en studio. Le disque est édité en 1997 sous le titre Ego Ego. Ils participent ensuite à l'enregistrement de Fantaisie militaire d'Alain Bashung, un projet qui les convainc de poursuivre leur carrière ensemble. Selon Fambuena : « Alain nous a redonné confiance, nous a montré que nous étions meilleurs à deux ». En 1998 et 1999, ils collaborent avec Doriand, Mercedes Audras et une nouvelle fois avec Jacno. Le duo prend également part à l'enregistrement de l'album Corps et armes d'Étienne Daho. Les Valentins passent plusieurs semaines à Fontainebleau afin de préparer leur 4e album, Juke box, qui paraît en 2001. Cinq des textes sont signés par la dramaturge Éléonore Weber. L'arrangeur britannique Wil Malone participe à son enregistrement. Sa parution est suivie de concerts au Nouveau Casino de Paris, puis d'une tournée nationale effectuée l'année suivante. En 2003, Édith Fambuena et Jean-Louis Piérot mettent fin à la carrière des Valentins. Depuis leur séparation, ils continuent de produire des disques pour d'autres artistes.

## Style musical et paroles
En 1993, le groupe dit appartenir à « une génération désenchantée ». Des titres comme Les Sans-lendemains, qui figure sur leur second album, abordent les thèmes de la maladie et de la précarité.

## Discographie

### Albums studio
- 1990 : Café des deux mondes (Cupecoy Records)
- 1993 : Les Valentins (Barclay)
- 1997 : Ego Ego (Barclay)
- 2001 : Juke box (Barclay)

### Singles
- 1986 : Chantecler (Satori Song / WEA ; sous les Max Valentins)
- 1987 : Les Maux dits (Satori Song / WEA ; sous Les Max Valentins)
- 1987 : Réveille Merlin (Satori Song / WEA ; sous les Max Valentins)
- 1988 : Printemps parapluie (Satori Song / WEA ; sous Les Max Valentins)
- 1988 : Sois sage (Satori Song / WEA ; sous les Max Valentins)
- 1990 : Sous le chêne (WEA)
- 1991 : Les avenues (WEA)
- 1992 : Aussi beau que l'aurore (WEA)
- 1993 : J'ai triste (Barclay)
- 1993 : Les pieds dans la lune (Barclay)
- 1996 : On le sait (Barclay)
- 1997 : On le sait (Nouvelle version) (Barclay)
- 1997 : Teddy Bear (New Mix) (Barclay)
- 1997 : Février (Barclay)
- 2001 : Entre elle et moi (Barclay)
- 2002 : Le marchand de fleurs (Barclay)
- 2003 : C'est bien chez vous (Barclay)

### Participations
- 1988 : Mercedes Audras (La tête à l'envers)
- 1991 : Étienne Daho (Paris ailleurs)
- 1992 : Nicola Sirkis (Dans la lune...)
- 1995 : Brigitte Fontaine (Genre humain)
- 1995 : Jacno (Faux témoin)
- 1998 : Alain Bashung (Fantaisie militaire)
- 2000 : Étienne Daho (Corps et Armes)
- 2001 : Brigitte Fontaine (Kékéland)
- 2003 : Tété (à la faveur de l'automne)
- 2011 : H.F. Thiéfaine (Suppléments de Mensonge)